# Aicha Koné
Aicha Koné er en musiker og sangerinde fra Elfenbenskysten. Hun kommer fra en højtstående muslimsk familie og har brudt med traditionerne ved at blive udøvende musiker. Hun synger på sprogene bambara eller senufo, som tales i både Mali, Elfenbenskysten og Guinea.